# Championnat d'Angleterre féminin de rugby à XV 2023-2024
Ne doit pas être confondu avec Championnat d'Angleterre de rugby à XV 2023-2024.
Navigation
Premier 15s 2022-2023 Premiership Women's Rugby 2024-2025
Le Championnat d'Angleterre féminin de rugby à XV 2023-2024 (en anglais : Premiership Women's Rugby) est la 6e édition du Championnat d'Angleterre (sachant que la saison 2019-2020 a été annulée). Elle est sponsorisée par le groupe Allianz qui donne son nom au championnat : Allianz Premiership Women's Rugby parfois abrégé Allianz PWR.
La compétition débute le 18 novembre 2023 et se termine le 22 juin 2024 par une finale. La phase régulière voit s'affronter toutes les équipes en matchs aller et retour (16 journées). À la fin de cette phase, les quatre premières équipes sont qualifiées pour les demi-finales.

## Équipes participantes
En décembre 2022, la fédération anglaise (RFU) et Women's Premier 15 Ltd. (la société chargée de l'organisation du championnat) annoncent que huit clubs sont admis pour la saison 2023-2024. Il manque quatre clubs en lice lors de la saison 2022-2023 : les Darlington Mowden Park (en), les Sale Sharks, les Worcester Warriors (en) et les Wasps (en). Deux nouveaux clubs figurent parmi les reçus : les Ealing Trailfinders et les Leicester Tigers.
Au mois de février 2023, la RFU confirme que les Sale Sharks et les Worcester Warriors sont acceptés sous conditions, ce qui porte le nombre d'équipes à dix.
Le 17 octobre 2023, les Worcester Warriors se retirent de la compétition. La saison ayant déjà débuté, tous les matchs concernant Worcester deviennent des journées d'exemption pour leurs adversaires ; quant aux matchs déjà disputés par l'équipe, ils sont intégralement annulés.
| Clubs                   | Ville                | Stade                                |
| ----------------------- | -------------------- | ------------------------------------ |
| Bristol Bears           | Bristol              | Shaftesbury Park                     |
| Ealing Trailfinders     | West Ealing, Londres | Trailfinders Sports Ground           |
| Exeter Chiefs           | Exeter               | Sandy Park                           |
| Gloucester-Hartpury RFC | Gloucester Hartpury  | Kingsholm Stadium The Hartpury Arena |
| Harlequins              | Twickenham, Londres  | Twickenham Stoop                     |
| Leicester Tigers        | Leicester            | Welford Road Stadium                 |
| Loughborough Lightning  | Northampton          | Franklin's Gardens                   |
| Sale Sharks             | Sale, Manchester     | Heywood Road                         |
| Saracens                | Hendon, Londres      | Barnet Copthall                      |

## Classement et résultats
| Rang | Club                    | J  | V  | N | D  | Bo | Bd | Pm  | Pe  | Diff | Pts |
| ---- | ----------------------- | -- | -- | - | -- | -- | -- | --- | --- | ---- | --- |
| 1    | Gloucester-Hartpury RFC | 16 | 15 | 0 | 1  | 16 | 0  | 593 | 312 | +281 | 76  |
| 2    | Saracens                | 16 | 14 | 0 | 2  | 13 | 1  | 664 | 283 | +381 | 70  |
| 3    | Bristol Bears           | 16 | 11 | 0 | 5  | 11 | 3  | 515 | 280 | +235 | 58  |
| 4    | Exeter Chiefs           | 16 | 10 | 1 | 5  | 11 | 4  | 565 | 357 | +208 | 57  |
| 5    | Loughborough Lightning  | 16 | 7  | 0 | 9  | 4  | 6  | 375 | 478 | -103 | 38  |
| 6    | Ealing Trailfinders     | 16 | 5  | 0 | 11 | 3  | 6  | 355 | 515 | -160 | 29  |
| 7    | Harlequins              | 16 | 4  | 1 | 11 | 3  | 8  | 403 | 513 | -110 | 29  |
| 8    | Sale Sharks             | 16 | 3  | 0 | 13 | 2  | 4  | 247 | 624 | -377 | 13¹ |
| 9    | Leicester Tigers        | 16 | 2  | 0 | 14 | 1  | 6  | 300 | 655 | -355 | 10¹ |

|  | Qualifiés pour les demi-finales |

Les Leicester Tigers et les Sale Sharks se sont vu infliger cinq points de pénalité pour avoir enfreint la règle dite « EQP » (English Qualified Player), imposant aux clubs de respecter un seuil minimum de joueuses sélectionnables en équipe d'Angleterre. En 2023-2024, ce seuil est fixé à une moyenne de treize joueuses sélectionnables par feuille de match.

### Tableau synthétique des résultats
L'équipe qui reçoit est indiquée dans la colonne de gauche.
| Clubs                   | BRI   | EAL   | EXE   | GLO   | HAR   | LEI   | LOU   | SAL   | SAR   |
| ----------------------- | ----- | ----- | ----- | ----- | ----- | ----- | ----- | ----- | ----- |
| Bristol Bears           |       | 41-17 | 22-12 | 0-12  | 26-7  | 62-24 | 33-17 | 48-5  | 35-10 |
| Ealing Trailfinders     | 10-38 |       | 10-40 | 27-33 | 17-22 | 36-7  | 18-19 | 24-22 | 18-52 |
| Exeter Chiefs           | 29-14 | 38-19 |       | 27-31 | 19-19 | 59-27 | 43-7  | 64-5  | 7-57  |
| Gloucester-Hartpury RFC | 24-19 | 59-12 | 31-24 |       | 57-24 | 52-14 | 42-24 | 29-3  | 24-15 |
| Harlequins              | 25-47 | 27-54 | 27-52 | 19-31 |       | 47-12 | 26-29 | 53-12 | 0-31  |
| Leicester Tigers        | 12-50 | 14-29 | 27-44 | 26-33 | 24-33 |       | 12-24 | 21-36 | 17-60 |
| Loughborough Lightning  | 17-46 | 45-21 | 19-27 | 26-61 | 38-19 | 17-22 |       | 38-15 | 24-33 |
| Sale Sharks             | 27-24 | 10-26 | 3-54  | 19-43 | 35-31 | 19-22 | 12-24 |       | 3-69  |
| Saracens                | 32-10 | 48-17 | 39-26 | 33-31 | 29-24 | 54-19 | 48-7  | 54-21 |       |

|  | Victoire à domicile |  | Match nul |  | Défaite à domicile |

### Phase finale
|  | Demi-finales                               | Demi-finales                               |                         |    | Finale                           | Finale                           |
|  | Demi-finales                               | Demi-finales                               |                         |    | Finale                           | Finale                           |
|  |                                            |                                            |                         |    |                                  |                                  |
|  | 9 juin 2024, Kingsholm Stadium, Gloucester | 9 juin 2024, Kingsholm Stadium, Gloucester |                         |    | 22 juin 2024, Sandy Park, Exeter | 22 juin 2024, Sandy Park, Exeter |
|  | 9 juin 2024, Kingsholm Stadium, Gloucester | 9 juin 2024, Kingsholm Stadium, Gloucester |                         |    | 22 juin 2024, Sandy Park, Exeter | 22 juin 2024, Sandy Park, Exeter |
|  | Gloucester-Hartpury RFC                    | 50                                         |                         |    | 22 juin 2024, Sandy Park, Exeter | 22 juin 2024, Sandy Park, Exeter |
|  | Gloucester-Hartpury RFC                    | 50                                         |                         |    | 22 juin 2024, Sandy Park, Exeter | 22 juin 2024, Sandy Park, Exeter |
|  | Exeter Chiefs                              | 19                                         |                         |    | 22 juin 2024, Sandy Park, Exeter | 22 juin 2024, Sandy Park, Exeter |
|  | Exeter Chiefs                              | 19                                         | Gloucester-Hartpury RFC | 36 |                                  |                                  |
|  | 9 juin 2024, StoneX Stadium, Londres       |                                            | Gloucester-Hartpury RFC | 36 |                                  |                                  |
|  |                                            | Bristol Bears                              | 24                      |    |                                  |                                  |
|  | Saracens                                   | Bristol Bears                              | 24                      | 21 |                                  |                                  |
|  | Saracens                                   |                                            |                         | 21 |                                  |                                  |
|  | Bristol Bears                              | 29                                         |                         |    |                                  |                                  |
|  | Bristol Bears                              | 29                                         |                         |    |                                  |                                  |

#### Finale
| Finale 22 juin 2024 | Gloucester-Hartpury RFC | 36 - 24 (7 - 17) | Bristol Bears | Sandy Park, Exeter 6 934 spectateurs Arbitre : Sara Cox |
| Finale 22 juin 2024 | Essai(s) : 5 Hunt (25e), Hendy (54e), Sing (57e), Venner (62e), H.Jones (67e) Transformation(s) : 4 Sing (25e, 54e, 57e, 62e) Pénalité(s) : 1 Sing (78e) | Rapport          | Essai(s) : 4 Keight (16e), Atkin-Davies (30e), Botterman (37e), Lovibond (74e) Transformation(s) : 2 Reed (37e, 74e) | Sandy Park, Exeter 6 934 spectateurs Arbitre : Sara Cox |
| Finale 22 juin 2024 | | Rapport          | | Sandy Park, Exeter 6 934 spectateurs Arbitre : Sara Cox |

| Gloucester-Hartpury RFC Titulaires Emma Sing 15 Mia Venner 14 Hannah Jones 13 Tatyana Heard 12 Pip Hendy 11 Lleucu George 10 Natasha Hunt 0 9 Zoe Aldcroft 0 8 Bethan Lewis 0 7 Georgia Brock 0 6 Samantha Monaghan 0 5 Sarah Beckett 0 4 Maud Muir 0 3 Neve Jones 0 2 Mackenzie Carson 0 1 Remplaçants Amy Dale 16 Ellena Perry (en) 17 Sisilia Tuipulotu 18 Kate Williams 19 Steph Else 20 Bianca Blackburn 21 Millie Heyett 22 Rachel Lund 23 Entraîneur James Forrester |  |  |  | Bristol Bears Titulaires 15 Meryl Smith 14 Reneeqa Bonner (en) 13 Phoebe Murray 12 Holly Aitchison 11 Courtney Keight 10 Amber Reed 9 0 Keira Bevan 8 0 Ellie Marston-Mulhearn 7 0 Evie Gallagher 6 0 Alisha Butchers 5 0 Abbie Ward 4 0 Delaney Burns (en) 3 0 Sarah Bern 2 0 Lark Atkin-Davies 1 0 Hannah Botterman Remplaçants 16 Jess Sprague 17 Simi Pam (en) 18 Elliann Clarke 19 Hollie Cunningham 20 Gabriella Nigrelli 21 Lucy Burgess 22 Ella Lovibond 23 Jenny Hesketh Entraîneur Dave Ward (en) |

## Statistiques
| Rang | Nom                | Club                    | Poste                  | Essais |
| ---- | ------------------ | ----------------------- | ---------------------- | ------ |
| 1    | Abby Dow           | Ealing Trailfinders     | Ailier                 | 13     |
| 2    | Kathryn Treder     | Loughborough Lightning  | Talonneuse             | 11     |
| 3    | Sydney Gregson     | Saracens                | Centre, ailier         | 10     |
| 3    | Neve Jones         | Gloucester-Hartpury RFC | Talonneuse             | 10     |
| 3    | Marlie Packer      | Saracens                | Troisième ligne aile   | 10     |
| 6    | Sarah Beckett      | Gloucester-Hartpury RFC | Troisième ligne centre | 9      |
| 6    | Claudia MacDonald  | Exeter Chiefs           | Demie de mêlée         | 9      |
| 6    | Lana Skeldon       | Bristol Bears           | Talonneuse             | 9      |
| 6    | Bo Westcombe-Evans | Loughborough Lightning  | Ailier                 | 9      |
| 10   | Lark Atkin-Davies  | Bristol Bears           | Talonneuse             | 8      |
| 10   | Jessica Breach     | Saracens                | Ailier                 | 8      |
| 10   | May Campbell       | Saracens                | Talonneuse             | 8      |
| 10   | Paige Farries      | Saracens                | Ailier                 | 8      |